# ペール・クルゲ
ペール・クルゲ（Peer Kluge、1980年11月22日 - ）は、ドイツの元サッカー選手。ザクセン州フランケンベルグ・イン・ ザクセン出身。現役時代のポジションはミッドフィールダー。

## 経歴
ケムニッツFCの下部組織出身で、1999年に当時ブンデスリーガ2部であった同クラブとプロ契約を結んだ。その後、ボルシア・メンヒェングラートバッハ、1.FCニュルンベルクでのプレーを経て、2010/11シーズンからはシャルケ04でプレーしている。契約は2014年6月まで。
2012/13シーズンはヘルタ・ベルリンへ1年間期限付き移籍をした。2014年6月、2. ブンデスリーガのアルミニア・ビーレフェルトに移籍することが決定した。